# Dar' echijn süm
Dar' echijn süm – klasztor buddyjski w Mongolii, położony na obrzeżach Ułan Bator.
Ufundowany w 1779 roku. Zamknięty w latach trzydziestych XX wieku, ponownie funkcjonuje od lat dziewięćdziesiątych. Obecnie użytkowany jako klasztor żeński, w którym mieszka kilkanaście mniszek.